# Autoput A1 (Montenegro)
Die Autoput A1 (montenegrinisch für „Autobahn A1“), auch Autoput Bar–Boljare genannt ist die erste und wichtigste Autobahn in Montenegro. Sie soll nach Endausbau gemeinsam mit der A2 den Adria-Hafen Bar im Süden des Landes mit der montenegrinisch-serbischen Grenze im Norden verbinden und auf serbischer Seite weiter bis Belgrad führen. Der erste 40 Kilometer lange Abschnitt Smokovac–Mateševo wurde am 13. Juli 2022 eröffnet.
Die Autobahn ist Teil der Europastraßen E65 und E80.
Die gesamte Autobahn soll bis 2030 fertiggestellt sein.

## Streckenführung
Die Autoput A1 beginnt am Autobahndreieck Gradac mit der Autoput A2 und führt von dort nach Nordosten, die Hauptstadt westlich umgehend. Von ihr zweigt bei Zelenika die geplante Schnellstraße nach Nikšić ab. Am nördlichen Stadtrand Podgoricas bei Smokovac zweigt die zukünftige Schnellstraße über Tuzi und Božaj nach Albanien südostwärts ab, während die A1 nordwärts in direkter Trassenführung über die Morača-Schlucht mit der Moračabrücke nach Mateševo bei Kolašin weitergeht. Von dort verläuft die Strecke über Andrijevica, wo der Abzweig einer Autobahn nach Peja im Kosovo vorgesehen ist, und Berane nach Boljare an der montenegrinisch-serbischen Grenze. Auf serbischem Territorium soll die Autobahn weiter über Požega bis Belgrad fortgesetzt werden.

## Planung

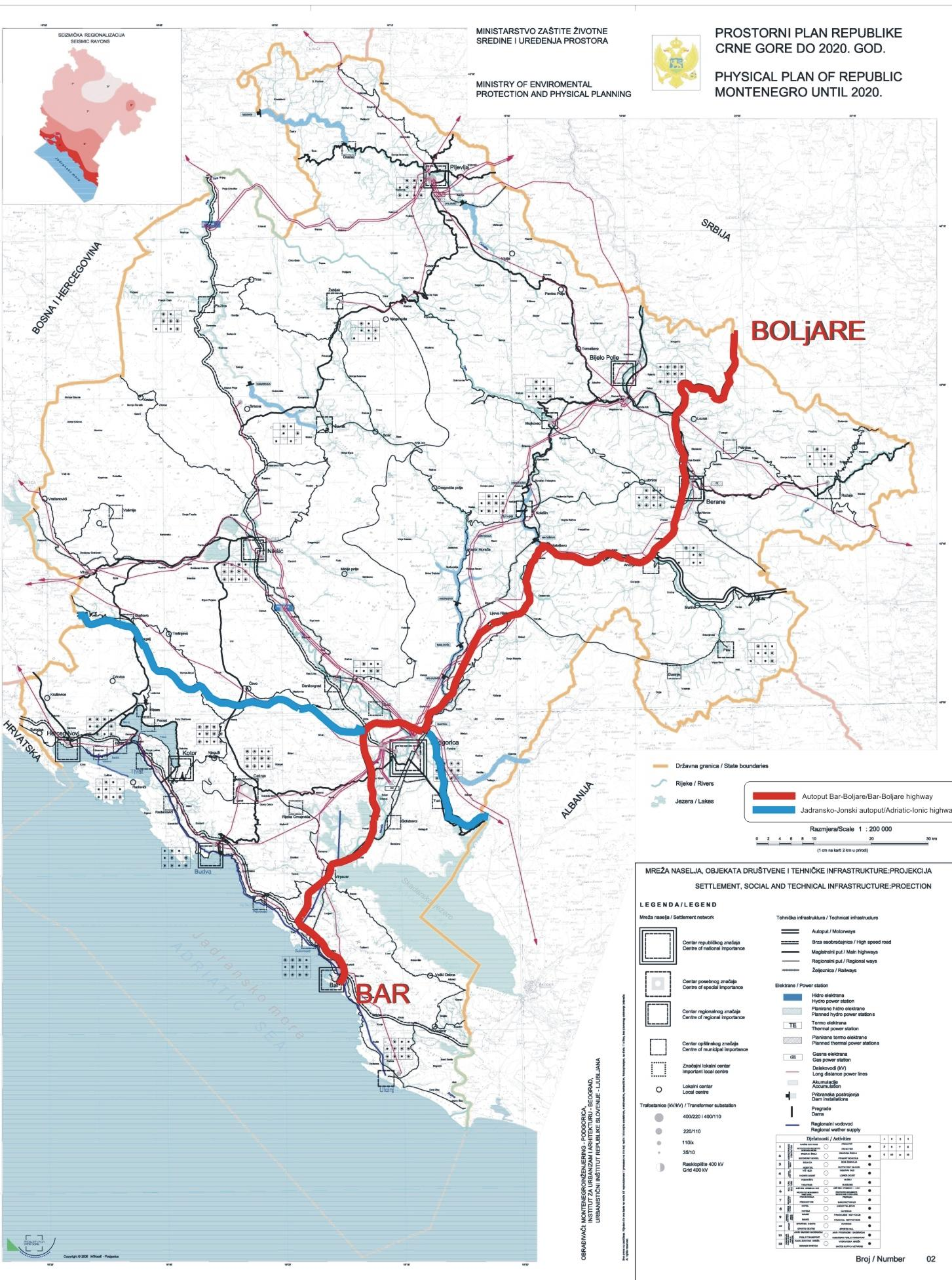
Ursprüngliche Planung für das Autobahnnetz Montenegros aus dem Jahr 2000, A1 in rot

In der ursprünglichen Trassenfestlegung des Raumordnungsplanes Montenegros (Prostornog plana Crne Gore, kurz PPCG) von 2000, der für den Zeitraum bis 2020 umzusetzen war, sollte die A1 im Süden in der Hafenstadt Bar beginnen und bis Sutomore entlang der Küste führen. Von dort hätte sie sich nordwärts gewendet und, derzeit noch einbahnig als Magistralni put M1.1 gewidmet, durch den Sozina-Autobahntunnel nach Virpazar geführt. Es folgte die umstrittene Überquerung des Skutarisee und weiter nach Beri, wo sie auf die Autoput A2 treffen sollte. Von hier wäre es gemeinsam mit dieser nach Podgorica gegangen, die Hauptstadt westlich umfahrend. Vom nördlichen Stadtrand bei Smokovac sollte die A2 nach Südosten abzweigen, während die A1 nordwärts in direkter Trassenführung über die Morača-Schlucht mit der Moračabrücke nach Mateševo bei Kolašin weitergehen sollte. Von dort wäre die Strecke über Andrijevica und Berane nach Boljare an der montenegrinisch-serbischen Grenze geführt worden.
Die Gesamtstrecke war anfänglich in drei Bauabschnitte aufgeteilt:
- Der südliche Abschnitt (ca. 52 km) von der Hafenstadt Bar nach Podgorica. Dabei wird die M1.1 einschließlich des Sozina-Tunnels zweibahnig ausgebaut und im weiteren Verlauf die Autoput größtenteils entlang der Bahnstrecke Belgrad–Bar verlaufen. Der Abschnitt beinhaltet die westliche Umfahrung von Podgorica.
- Der mittlere Abschnitt (ca. 40 km) von Smokovac nach Mateševo.
- Der nördliche Abschnitt (ca. 76 km) von Mateševo nach Boljare an der Grenze zu Serbien.

Nach der ursprünglichen Planung hätte die Autobahn innerhalb von neun Jahren, also mit Eröffnung in 2018 oder 2019, fertiggestellt sein sollen.
Im Verlauf der Neuaufstellung des Raumordnungsplanes Montenegros (Prostornog plana Crne Gore, kurz PPCG) für den Zeitraum bis 2040 ist der südliche Abschnitt bis 2023 erheblich umgeplant worden. So beginnt die A1 zukünftig erst am Autobahndreieck Beri, während die Autoput A2 deutlich näher an der Adria verlaufen soll und zwischen Beri und Bar die Aufgabe der A1 übernimmt. Auch soll diese optimierte Trasse nicht mehr bei Virpazar über den Skutarisee, sondern westlich um ihn herum geführt werden. Zudem entfällt die Trasse der A2 ab Smokovac ostwärts und wird nur noch als Schnellstraße errichtet. Und im Süden entlang der Küste wird die A2 die Aufgabe der ursprünglich dort geplanten Schnellstraße Bar–Shkodra übernehmen. Zwar sind einzelne Streitigkeiten zu Trassenführungen noch in der Bürgerbeteiligung sind (Stand September 2024), doch arbeitet Monteput bereits mit dem neuen Netzplan.

## Realisierung

### Kosten
Die Gesamtkosten für das Projekt sollten sich ursprünglich auf 2,77 Milliarden Euro belaufen. Zur Finanzierung war ein Public Private Partnership geplant, das über einen Zeitraum von 30 Jahren laufen sollte. In diesem Zeitraum sollten 1,74 Milliarden Euro von der montenegrinischen Regierung bezahlt werden, während die restlichen Kosten über Mauteinnahmen refinanziert werden sollten.

### Auftragsvergabe
Die Ausschreibung wurde im März 2009 von einem Konsortium kroatischer Unternehmen (Konstruktor, Tehnika und IGH) gewonnen, welches auch im selben Jahr noch mit den Bauarbeiten begonnen hat. Aufgrund fehlender Bankbürgschaften wurde der Vertrag aber 8 Monate später durch den montenegrinischen Staat gekündigt.
Daraufhin wurden mit dem Zweiten der Ausschreibung, einem griechisch-israelischen Konsortium der Firmen Aktor und Shikun & Binui, Verhandlungen geführt. Dieses Konsortium sollte zuerst den ersten und zweiten Bauabschnitt für 1,575 Milliarden Euro fertigstellen. Da allerdings auch dieses Konsortium die notwendigen Bankbürgschaften nicht liefern konnte, wurden die Verhandlungen im Dezember 2010 ergebnislos beendet.
Anfang 2011 wurde versucht, chinesische Investoren für das Projekt zu gewinnen. Der Bau der Autobahn sollte von den Firmen China Road and Bridge Corporation und China Poly Group Corporation durchgeführt werden, während die Finanzierung von der China Exim-Bank übernommen worden wäre. Im Januar 2011 wurde vom montenegrinischen Verkehrsminister entsprechend offiziell bei chinesischen Stellen angefragt. Die Verhandlungen führten allerdings zu keinem Ergebnis und wurden abgebrochen.
Im Herbst 2011 wurde mit Unterstützung der Europäischen Investitionsbank eine Ausschreibung für eine neue Machbarkeitsstudie und eine entsprechende Planung für die Autobahn gestartet. Die erforderlichen Unterlagen sollen bis Mitte 2012 erstellt werden und im Anschluss daran eine neue Ausschreibung für das eigentliche Projekt starten.
2014 hat Montenegro bei der Staatsbank China Exim-Bank einen Kredit über beinahe eine Milliarde Euro aufgenommen. Es ist unklar, wie das Land den Schuldenberg abzahlen kann.
Seit Sommer 2023 laufen Verhandlungen über den Bau des 22 Kilometer langen Abschnittes zwischen Mateševo und Andrijevica. Die Kosten für diesen Abschnitt belaufen sich auf rund 500 Millionen Euro.
Ende Januar 2024 hat Monteput eine Ausschreibung für die Planung der rund 50 Kilometer des nördlichen Abschnitts zwischen Andrijevica und Boljare veröffentlicht. Im September 2024 folgte die Ausschreibung zur Entwurfsplanung des 10 Kilometer langen Abschnitts Tološi–Smokovac der Umfahrung der Hauptstadt, der etwa 150 Mio. Euro kosten soll.

### Bau
Offiziell wurden die Bauarbeiten durch das kroatische Konsortium am 15. Oktober 2009 begonnen und acht Monate später wieder eingestellt. Nach der Aufnahme des chinesischen Kredits hat dann die China Road and Bridge Corporation das Bauprojekt weitergeführt. Dazu begann auf montenegrinischer Seite der Bau im Mai 2015 erneut.
Das erste Teilstück über 39 Kilometer von Podgorica nach Mateševo wurde im Juli 2022 eröffnet.
Aktuell (Stand November 2024) ist kein weiterer Abschnitt im Bau.